# Club de Campo Villa de Madrid
Der Club de Campo Villa de Madrid ist ein Country Club in der spanischen Hauptstadt Madrid. Auf dem Sport- und Erholungsareal befinden sich unter anderem Golfplätze, Reitsportanlagen, Tennis- und Pádelplätze, Hockeyplätze, ein Schwimmbad und Schießsportstände. Der gleichnamige Sportverein ist mit 29.889 Mitgliedern (Stand 2016) einer der größten Spaniens und ist besonders für seine Erfolge im Hockey bekannt.

## Geschichte
Im Jahre 1931 gründete eine Gruppe junger Erwachsener der madrilenischen Oberschicht den Real Club de Campo in der Hauptstadt Spaniens. Im Jahre 1942 vereinigte sich der Club mit der Real Sociedad Hípica Española (Königlichen spanischen Reitgesellschaft). Auf Druck der Madrider Stadtverwaltung (die als Flächeneigentümer der Sportanlagen ein Mitspracherecht besitzt) wurden ab 1984 die Sportanlagen modernisiert und erweitert. Seit 1993 öffnet sich der Club neuen Disziplinen. Im Club de Campo fanden unter anderem die Feldhockey-Europameisterschaft der Herren 1974 und die Weltmeisterschaft der Damen 2006 sowie die Europameisterschaften im Springreiten 2011 statt. Seit 2011 ist der Club de Campo Austragungsort der Tennisturniere ATP Challenger Madrid und des zeitgleich stattfindenden ITF Women’s Circuit Madrid.

## Hockey
Auf eine besonders erfolgreiche Vergangenheit kann die Hockeysparte des Club de Campo zurückblicken.

### Erfolge
Herren
- EuroHockey Cup Winners Cup: 1 Titel (2005)
- Copa del Rey de Hockey Hierba Königlicher Pokal: 13 Titel (1934, 1935, 1936, 1940, 1953, 1954, 1956, 1977, 1978, 2004, 2005, 2011, 2012)

Damen
- EuroHockey Cup Winners Cup: 1 Titel (2007)
- Liga de Hockey Hierba Femenino Erste Spanische Liga: 17 Titel (1974, 1975, 1976, 1984, 1987, 1988, 1989, 1990, 1991, 1992, 1995, 2004, 2007, 2009, 2010, 2011 und 2012)
- Copa de la Reina de Hockey Hierba Königlicher Pokal: 11 Titel (1989, 1991, 1992, 1995, 1999, 2006, 2008, 2009, 2010, 2011 und 2012)

## Pferdesport
Im Springreiten zählt der heute im Club de Campo Villa de Madrid ausgetragene Concurso de Saltos Internacional de Madrid (CSI de Madrid) zu den wichtigsten Turnieren in Spanien. Das erstmals 1907 durchgeführte Turnier fiel in den Jahren 1936 bis 1939 aufgrund des Spanischen Bürgerkrieges aus. Üblicherweise im Mai ausgetragen, fand der CSI de Madrid im September 2010 zum 100. Mal statt. Ein Jahr später fanden im Rahmen des CSI die Europameisterschaften im Springreiten statt.
Die Veranstaltung wird seit 2007 jeweils als CSI 5*, der höchsten Kategorie im Springreiten, ausgeschrieben. Er war mehrfach das spanische Nationenpreisturnier, zuletzt im Jahr 2008. Traditioneller Höhepunkt des Turniers ist der Copa S.M. El Rey genannte Große Preis am Turniersonntag. Seit 2013 findet im Rahmen des CSI de Madrid, jeweils am Turniersamstag, eine Etappe der Global Champions Tour statt.

## Weitere Sportsektionen
- Tennis
- Pádel
- Golf
- Schach
- Bridge
- Schwimmsport
- Rollsport
- Schießen

## Lage und öffentliche Verkehrsmittel
Der Club de Campo Villa de Madrid liegt im Westen von Madrid, nördlich der Casa de Campo im Stadtbezirk Moncloa-Aravaca. Die Sportanlage kann über die Straße Carretera de Castilla und die Autovía A-6 (Ausfahrt 8) erreicht werden, ebenso halten die Buslinien 160 und 161 beim Club de Campo.

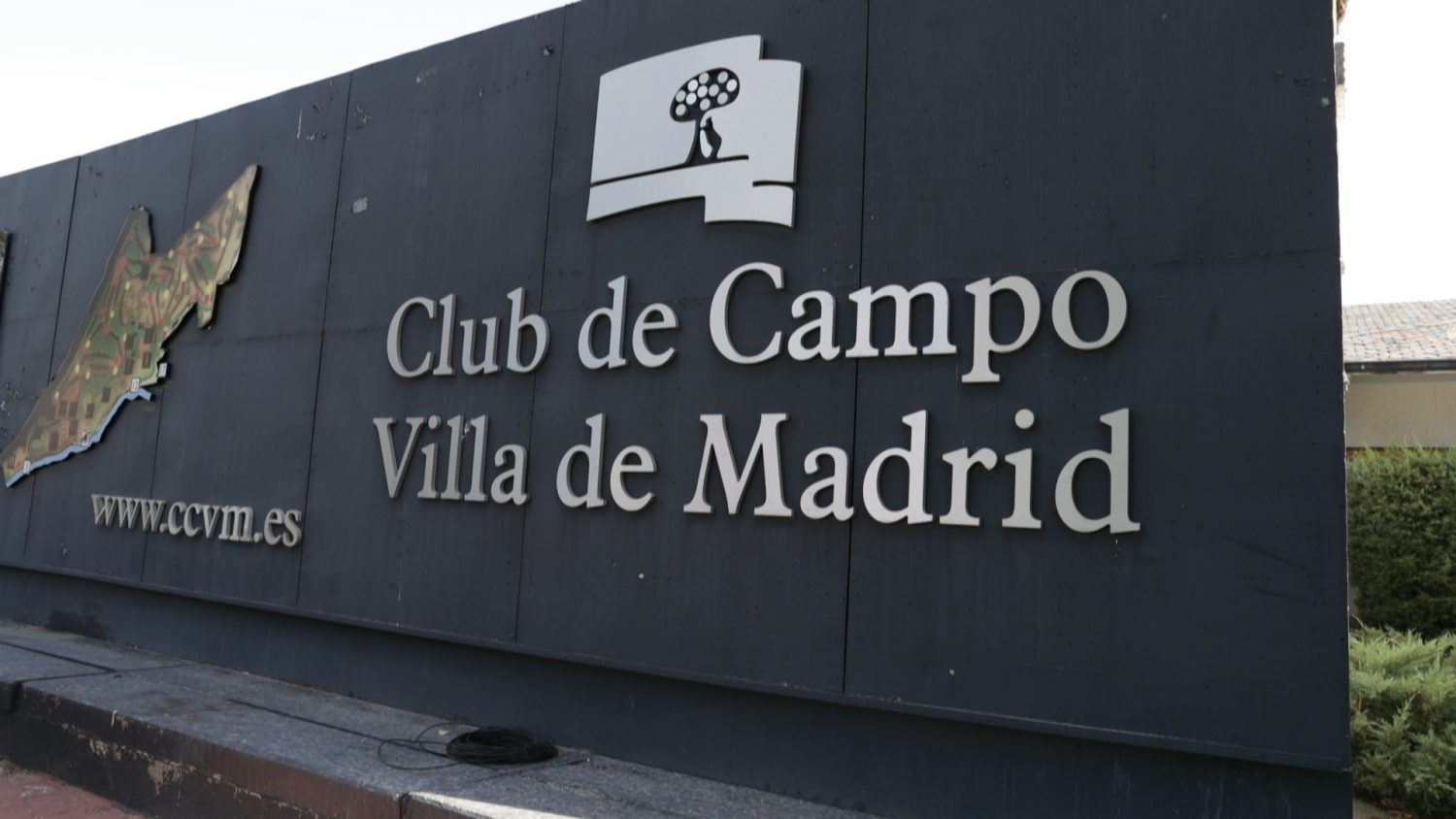
Willkommensschild
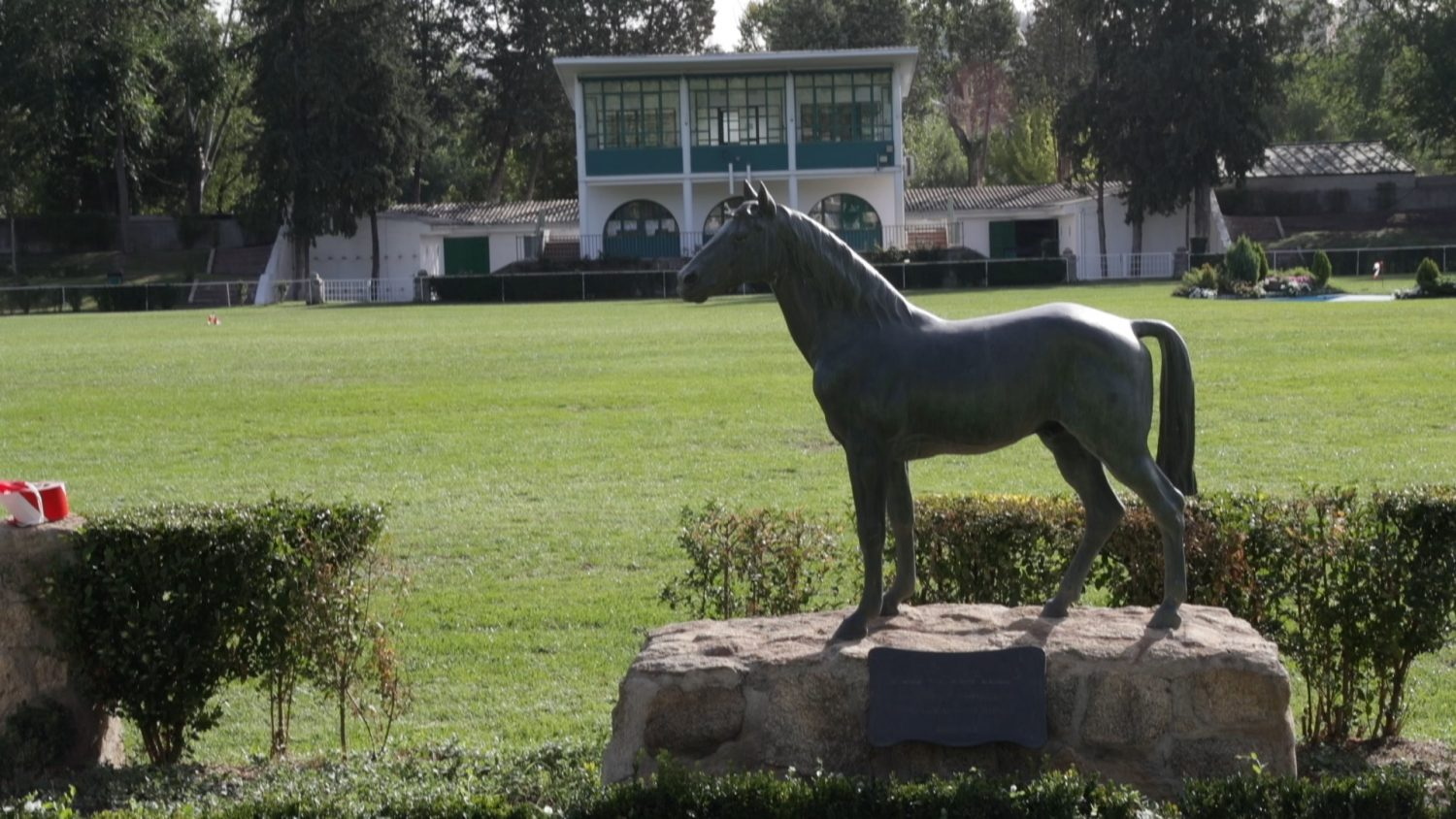
Reitsportanlagen
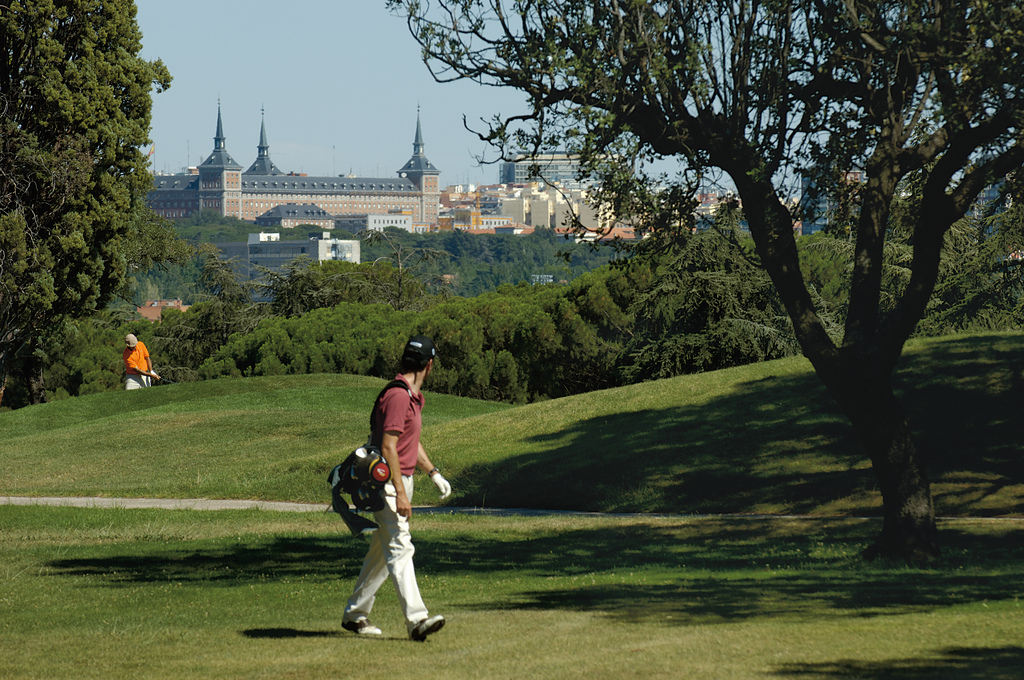
Golfplatz mit Blick auf das Hauptquartier der spanischen Luftstreitkräfte